# Marcel Cornu
Marcel Cornu, né le 4 juillet 1909 à Thaon (Vosges) et mort le 17 juin 2001 à Vaugrigneuse, est un syndicaliste, haut fonctionnaire et urbaniste critique français.

## Biographie
Fils d'un instituteur, Marcel Cornu est un élève brillant qui poursuit ses études jusqu'au concours d'entrée de l'École normale supérieure, qu'il prépare à Nancy, puis à Louis-le-Grand, mais sans succès.
C'est pendant ses études qu'il affirme son esprit contestataire : afin de protester contre la suspension administrative de son professeur d'histoire, Pierre Laurent (1901-1979), militant communiste affirmé, Cornu refusa de se rendre aux épreuves du concours général auquel son lycée le présentait.
Lauréat de l'agrégation de grammaire en 1932, il est nommé au Lycée Félix-Faure de Beauvais après son service militaire, à la rentrée 1933, puis, en 1936, au Lycée Henri IV (Paris).
Engagé dans le syndicalisme, il fréquente notamment les animateurs du petit comité des professeurs de lycée de la fédération unitaire de l'enseignement, et notamment Jean Bruhat, Georges Gogniot et Georges Politzer.
Après l'unification syndicale de 1935, il devient rédacteur en chef de L'Université syndicaliste, journal du syndicat CGT des professeurs du secondaire, dont il devient l'année suivante secrétaire général adjoint, puis à partir de 1937 membre du bureau national du nouveau syndicat du personnel de l'enseignement secondaire. C'est à cette époque qu'il adhère au Parti communiste.
Mobilisé en 1939, et rendu à la vie civile à l'été 1940 sans avoir combattu, il retrouve son poste en lycée à la rentrée suivante. Il participe alors brièvement à la résistance intellectuelle, au travers de L'Université libre et de La Pensée libre. Mais la perquisition de son domicile et l'incarcération de son épouse pendant plusieurs mois en 1941 le conduisent à ne pas s'impliquer après 1941 au-delà d'un contact maintenu avec les réseaux communistes.
Membre du cabinet du ministre de l'Éducation nationale, René Capitant, en 1945, il est chargé du suivi des dossiers des sports, de l'enseignement technique et des monuments historiques. Resté au cabinet des successeurs de Capitant, jusqu'en 1947, il s'intéresse particulièrement à la question des monuments historiques, et obtient alors dans ce domaine un poste de conseiller au ministère.
Mais son engagement au sein du PCF fait de lui une persona non grata à partir de 1950, et il reprend alors un poste d'enseignant, toujours à Paris. Il ne reprend cependant pas d'activité syndicale.
Rédacteur aux Lettres françaises, alors dirigées par Aragon, en 1951, secrétaire de rédaction de La Pensée à partir de 1960, il devient une des figures intellectuelles du parti communiste. Son autorité morale est assez forte pour qu'il impose, avec l'aide de Jean Bruhat, à Cogniot, directeur de La Pensée, des discussions avec Louis Althusser et la publication, in fine, de plusieurs textes essentiels, et relativement hétérodoxes, de ce dernier dans la revue. Cornu doit cependant menacer de démissionner pour obtenir gain de cause.
Sans forcément partager les options d'Althusser, Cornu était très attaché à l'existence d'un débat interne dans le parti. En novembre 1956, il fait ainsi partie de ceux qui demandent la convocation d'un congrès extraordinaire à la suite des révélations du rapport Khrouchtchev et à la répression du soulèvement en Hongrie.
Mais son principal intérêt devient l'urbanisme. Il publie notamment de nombreux articles dans la revue Urbanisme, ainsi qu'un ouvrage de référence, Libérer la ville, en 1977. Dans un article intitulé « De la nécessité d'une Urbanologie » paru le 19 mars 1969 dans Les Lettres françaises, il aurait été le premier à utiliser le terme d'urbanologie.
Un an après sa mort, en 2002, un colloque est d'ailleurs organisé à l'Université Paris XII sur son œuvre en la matière.

## Publications
- La notion de liberté dans l'habitation, Paris, Ligue française de l'enseignement, 1958.
- Urbanistes et usagers, Paris, Ligue française de l'enseignement, 1969.
- La Conquête de Paris, Mercure de France, 1972.
- Libérer la ville, Casterman, 1977.
- Voyage à Saint-Denis en France, Saint-Denis, 1983.
- Conversations avec Bobigny, Éditions Messidor, 1989.